# JK Vändra Vaprus
El JK Vändra Vaprus es un equipo de fútbol de Estonia que juega en la Esiliiga, la segunda liga de fútbol más importante del país.

## Historia
Fue fundado el 30 de septiembre del 2009 en la ciudad de Vändra por Pärna Vaprus, en cooperación con el municipio de Vändra, siendo su representante en el sistema de fútbol de Estonia. Lograron ascender a la Esiliiga por primera vez para la temporada 2013 luego de que el Pärnu Linnameeskond descendiera a la Esiliiga B.

## Palmarés
- II Liiga Oeste: 1

2011

## Temporadas
| Temporada | Liga  | Pos. | J  | G  | E | P | GF  | GC | GD | Pts. | Goleador              | Asistencia por Partido | Copa |
| --------- | ----- | ---- | -- | -- | - | - | --- | -- | -- | ---- | --------------------- | ---------------------- | ---- |
| 2011      | 4 W   | 1    | 22 | 19 | 3 | 0 | 110 | 22 | 88 | 60   | Toomas Mangusson (21) |                        |      |
| 2012      | 3 W/S | 3    | 26 | 15 | 6 | 5 | 68  | 39 | 29 | 51   | Ranet Lepik (19)      |                        |      |
| 2013      | 2     |      |    |    |   |   |     |    |    |      |                       |                        |      |